# Кабарі Салем
Кабарі Салем (араб. كباري سالم; 12 лютого 1968) — єгипетський професійний боксер, чемпіон Всеафриканських ігор.

## Аматорська кар'єра
1991 року завоював бронзову медаль на Середземноморських іграх в категорії до 71 кг. На Всеафриканських іграх 1991 став чемпіоном.
На Олімпійських іграх 1992 програв у першому бою Леонідасу Малецькісу (Литва) — 6-13.
На Всеафриканських іграх 1995 в категорії до 75 кг завоював бронзову медаль, поступившись у півфіналі Мохамеду Бахарі (Алжир).
На Олімпійських іграх 1996 програв у першому бою Аріелю Ернандесу (Куба) — 2-11.

## Професіональна кар'єра
У січні 1997 року дебютував у США на професійному рингу і став відомий як один із найбрудніших бійців усіх часів серед профі. Відомим поєдинком став його бій 12 вересня 1999 року проти Ренді Карвера, під час якого Салем неодноразово вдаряв Карвера головою в перших раундах. Карвер побував у нокдауні в 10-му раунді і чотири рази безуспішно намагався піднятися на ноги, перш ніж знепритомнів. Карвер був терміново доставлений у лікарню, але через два дні помер від тупої травми голови, отриманої під час бою.
Усього Салем провів 29 боїв, з яких найвідомішим став його 12-раундовий бій 22 жовтня 2004 року проти непереможного чемпіона світу за версією WBO у другій середній вазі британця Джо Кальзаге. Салем відправив Кальзаге в нокдаун у четвертому раунді, але також під час бою кілька разів ударив його головою, і врешті-решт програв одностайним рішенням суддів.

## Вбивство доньки
У жовтні 2019 року доньку Салема вбили в парку на Стейтен-Айленді, штат Нью-Йорк, і він одразу став підозрюваним. В інтерв’ю «New York Post» Салем заперечив будь-який зв'язок з тим, що трапилося з його донькою Олою Салем, але незабаром після цього втік зі Сполучених Штатів і оселився в Кувейті. Понад рік потому його екстрадували з Кувейту, а 3 грудня 2020 року заарештували та звинуватили у вбивстві доньки шляхом удушення.